# Институт истории АН СССР
Институ́т исто́рии Академии наук СССР — научно-исследовательское учреждение в структуре Академии Наук СССР. В нём проводились исследования истории народов СССР, истории стран Европы, Северной и Южной Америки.

## История
Создан 15 февраля 1936 года постановлением Президиума АН СССР для исполнения постановления СНК СССР и ЦК ВКП(б) от 7 февраля 1936 года «О ликвидации Коммунистической академии и передаче её институтов и учреждений в Академию наук СССР». Включил в себя Институт истории Коммунистической академии и Историко-археографический институт АН СССР.
В 1938 году было учреждено Ленинградское отделение.
В 1968 году разделён на Институт истории СССР и Институт всеобщей истории. Разделение произошло в связи с резонансом от книги сотрудника института А. М. Некрича «22 июня 1941». Также, как повествует А. Журавель, избранный секретарём парткома Института в 1966 году В. П. Данилов «в течение двух лет отстаивал право учёных-историков на свободу научных исследований. Каждый свой шаг мятежный партком (имевший права райкома!) обставлял ссылками на классиков марксизма, на решения партийных съездов, против чего их идеологическим „оппонентам“ возражать было сложно».
В 1936—1960 годах Институт располагался в доме № 14 по ул. Волхонка, с 1960 года — в доме № 19 по ул. Дм. Ульянова.

## Структура
- Директора Института
  - акад. Н. М. Лукин (1936—1937), зам. 1936—1937 гг. — Иоаннисян, Ашот Гарегинович
  - акад. Б. Д. Греков (1937—1953)
  - д. и. н. А. Л. Сидоров (1953—1959)
  - акад. В. М. Хвостов (1959—1967)
  - д.и.н. Л. С. Гапоненко (1967—1968, и. о.)
- Учёный совет Института, два помощника директора, учёный секретарь Института и его помощник.
- Шесть секторов Института:
  - истории СССР
  - всемирной истории
  - древнего мира (руководители: с 1938 — д.и.н. А. В. Мишулин, с 1948 — д.и.н. Н. А. Машкин, с 1950 — д.и.н. С. Л. Утченко, с 1976 — д.и.н. Е. С. Голубцова, с 1988 — д.и.н. Л. П. Маринович)
  - средних веков

- - новой истории (руководители: акад. В. П. Волгин, Б. Ф. Поршнев)
  - вспомогательных исторических дисциплин
  - В 1959 г. был создан Сектор истории исторической науки, в котором осуществлялось издание «Очерков истории исторической науки в СССР» (Т. 1-5. М., 1955-1985)[6]
- ленинградское отделение Института

В 1955 году Группа по византиноведению Института истории АН СССР была преобразована в Сектор истории Византии, который возглавит акад. Е. А. Косминский, а после его смерти — проф. З. В. Удальцова. Впоследствии сектор возглавит Литаврин Геннадий Григорьевич.

## Уточнения
1. ↑  Архив АН СССР, ф. 359, оп. 1-а, д. 2, л. 88; Историк-марксист. — 1936. — № 2. — С. 176; Фронт науки и техники. — 1937. — № 6. — С. 114.
2. ↑  Правда, 08.02.1936.